# Merla de les Comores
La merla de les Comores (Turdus bewsheri) és un ocell de la família dels túrdids (Turdidae).

## Hàbitat i distribució
Habita els boscos de les illes Grande Comore, Mohéli i Anjouan, a les Comores.